# Зюльзікан
Зюльзіка́н (рос. Зюльзикан) — село у складі Нерчинського району Забайкальського краю, Росія. Входить до складу Зюльзинського сільського поселення.

## Населення
Населення — 336 осіб (2010; 402 у 2002).
Національний склад (станом на 2002 рік):
- росіяни — 100 %